# Moca chelacma
Moca chelacma är en fjärilsart som beskrevs av Edward Meyrick 1927. Moca chelacma ingår i släktet Moca och familjen Immidae. Inga underarter finns listade i Catalogue of Life.